# جبل مارافي
المارافي (بالجاوية: ماراڤي)، أو جبل مارافي (بلإندونيسية: غونونغ مارافي، بالمينانغكاباوية: غونوانغ مارافي، بالجاوية: ڬونوواڠ ماراڤي)، هو بركان مركب يقع في سومطرة الغربية بإندونيسيا، وهو البركان الأكثر نشاطًا في سومطرة. مثل تلك البراكين الشبه المتجانسة في جاوة، اسمه يعني "جبل النار". يبلغ ارتفاعه 2885 مترًا (9465.2 قدمًا). تقع العديد من المدن والبلدات حول الجبل بما في ذلك بوكيتينجي، وبادانغ بانغانغ، وباتوسانجكار. يحظى البركان أيضًا بشعبية كبيرة بين المتنزهين.